# Ellen Karlsson
Ellen Karlsson (ur. 1986) – szwedzka pisarka.
W Polsce Wydawnictwo Zakamarki opublikowało jej powieści:
| L.p. | Tytuł polski            | Tytuł oryginalny         | Ilustracje       | Tłumaczenie       | Rok pierwszego wydania w Szwecji | Rok pierwszego wydania w Polsce |
| ---- | ----------------------- | ------------------------ | ---------------- | ----------------- | -------------------------------- | ------------------------------- |
| 1    | Sznurówka, ptak i ja    | Snöret, fågeln och jag   | Eva Lindström    | Katarzyna Skalska | 2013                             | 2018                            |
| 2    | Ryba o imieniu Fabian   | En fisk som heter Fabian | Eva Lindström    | Katarzyna Skalska | 2014                             | 2019                            |
| 3    | Jak ratowaliśmy Wigilię | Vi måste rädda julen!    | Cecilia Heikkilä | Katarzyna Skalska | 2020                             | 2020                            |